# Томмазео, Никколо
Никколо́ Томмазе́о (итал. Niccolò Tommaseo; 9 октября 1802[…], Шибеник — 1 мая 1874[…] или 30 апреля 1874, Флоренция) — итальянский писатель, филолог, литературовед и политик, участник Рисорджименто.

## Биография
Родился в Далмации, в семье со славянскими корнями. В 1822 году завершил получение юридического образования в Падуе, где познакомился с Манином, впоследствии окончательно переселился в Италию и стал журналистом; первоначально жил в Падуе и Милане, сотрудничал в Antologia, с 1827 года жил по большей части во Флоренции. В 1830 году опубликовал лингвистическую работу Nuovo Dizionario de' Sinonimi della lingua italiana.
Вскоре одна из его статей о поддержке Греческой революции навлекла на него преследований со стороны австрийского правительства, вследствие которых ему пришлось в 1834 году после закрытия газеты уехать во Францию, сначала в Париж, затем на Корсику; в этот период времени он написал несколько литературоведческих работ.
В 1847 году Томмазео получил возможность вернуться в Италию и основался в Венеции. В декабре 1847 года прочёл публичную лекцию против цензуры и составил петицию к правительству о её отмене, под которой собирал подписи. Несмотря на строгую легальность всех его действий, 18 января 1848 года Томмазео был арестован вместе с Манином; 17 марта 1848 года освобождён революцией.
22 марта 1848 года, при провозглашении Венецианской республики, Томмазео стал членом временного правительства, в котором исполнял обязанности министра просвещения. 4 июля 1848 года он возражал в парламенте против присоединения республиканской Венеции к монархическому Пьемонту, а когда оно совершилось, то вышел в отставку вместе с Манином и другими членами временного правительства (5 июля 1848 года). 
Когда в августе 1848 года Манин стал диктатором Венеции, Томмазео был направлен им в Париж просить о военной помощи против австрийцев; эта миссия не увенчалась успехом. В начале 1849 года Томмазео вернулся в Венецию, но покинул её ещё до вступления австрийцев в конце того же года, бежал на Корфу. Тогда же у него начались проблемы со зрением.
В 1851 году он ослеп, однако всё равно продолжал надиктовывать свои эссе. Пьемонтское правительство дважды предлагало ему кафедру в Туринском университете, но Томмазео оба раза отказался, равно как отказался и от должности королевского сенатора. В 1854 году вернулся в Италию, жил сначала в Турине, с 1859 года — во Флоренции. В последние годы жизни поддерживал Католическую церковь и выражал протесты против объединения Италии под властью Савойской династии, а также работал над «Словарём итальянского языка», последние тома которого вышли уже после его смерти.
Его литературное наследие очень велико и разнообразно. Из-под его пера выходили сочинения религиозного, философского, педагогического, мемуарного и морального характера («Studi filosofici», «Studi morali», «Doveri e dritti di ogni buon Italiano» и др.), труды по филологии, критике, истории литературы (ценный для своего времени «Словарь итальянского языка», составленный совместно с Беллини («Dizionario della lingua italiana», тома 1—7, 1858—1879), «Словарь синонимов», «Словарь по эстетике», несколько исследований, посвящённых Данте (в частности, «Комментарий к „Божественной комедии“» (1837)), «Studi critici», «Ispirazione e arte», «Storia civile nella letteraria» (рус. «Гражданская история в литературе» (1872)) и другие работы), политические трактаты и памфлеты («II parlamento е l’Italia», «Del matrimonio civile», «Sulla pena di mortes», три тома «писем» на политические темы, под общим заглавием «’Secondo esilio»). Томмазео был известен и как автор исторических психологических романов «Il duca d’Atene» (1837, издан в Париже), «Fcde е bellezza» (рус. «Красота и вера», 1840) и разнообразных стихотворений (сборники «Признания» (1836), «Memorie poetiche e poesie» («Поэтические воспоминания») (1838), «Poesie» (1872)); для его художественных произведений характерны идеи патриотизма, либерализма, религиозной веры и стремления к моральному совершенствованию. Его труды по истории литературы и языка свободны от педантизма и написаны живым языком (примечателен его интерес к народной словесности). Им изданы некоторые литературные памятники и документы — например, донесения венецианских послов во Франции и письма Паоли. На сербском языке Томмазео, собиравший образцы народной поэзии, напечатал 33 «искрице» (1844) — своего рода стихотворения в прозе, проникнутые любовью к народной речи и песне.
В Италии в его честь названы улицы и площади в ряде городов, а также несколько учебных заведений.